# Носке, Густав

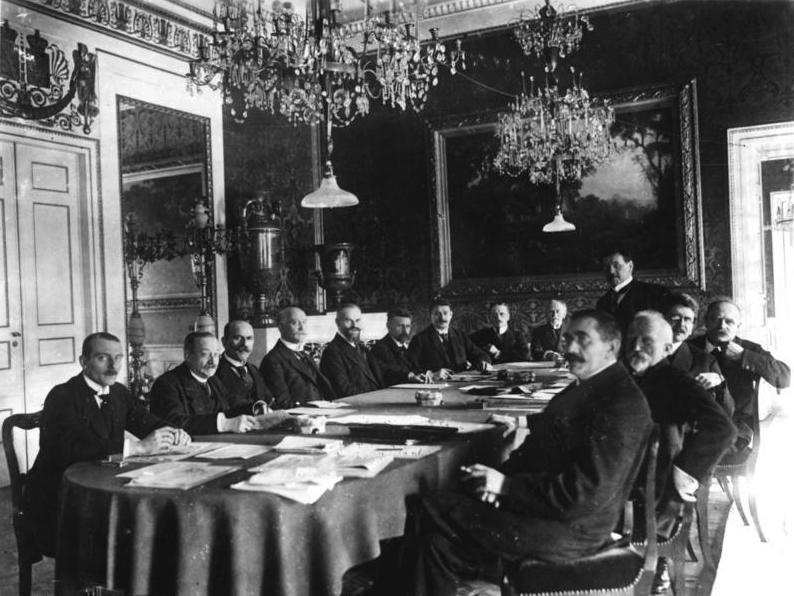
Первое заседание кабинета Шейдемана 13 февраля 1919 года в Веймаре. Слева направо: Ульрих Раушер, Роберт Шмидт, Ойген Шиффер, Филипп Шейдеман, Отто Ландсберг, Рудольф Виссель, Густав Бауэр, Ульрих фон Брокдорф-Ранцау, Эдуард Давид, Гуго Прейсс (стоит), Йоханнес Гисбертс, Йоханнес Белль, Георг Готгейн, Густав Носке

Гу́став Но́ске (нем. Gustav Noske; 9 июля 1868, Бранденбург-на-Хафеле — 30 ноября 1946, Ганновер) — немецкий социал-демократический политик и государственный деятель, один из лидеров правого крыла СДПГ. В Германской империи — депутат рейхстага. Сыграл ключевую роль в подавлении коммунистического движения после Ноябрьской революции. Занимал пост министра обороны Веймарской Германии в 1919—1920 годах. С 1920 по 1933 возглавлял администрацию провинции Ганновер. В Третьем рейхе арестовывался за участие в антигитлеровском заговоре. Скончался вскоре после войны в британской зоне оккупации.

## Рабочее происхождение
Родился в рабочей семье. Карл Носке, отец Густава Носке, был ткачом. Эмма Носке (урождённая Хервиг), мать Густава Носке — разнорабочей-подсобницей. После окончания средней школы в 1882 году 14-летний Густав стал работать плетельщиком корзин. Жил и работал в Галле, Франкфурте, Легнице, Амстердаме.
Из-за тяжёлых условий труда Густав Носке примкнул к рабочему протестному движению. В 1884 году вступил в Социал-демократическую партию Германии (СДПГ), на следующий год стал одним из организаторов профсоюза плетельщиков и деревообработчиков.

## В Германской империи. Социал-демократический депутат
В 1892 году 24-летний Густав Носке был избран председателем бранденбургской организации СДПГ. Редактировал несколько социал-демократических газет: с 1893 — Brandenburger Zeitung, с 1897 — Königsberger Volkszeitung, с 1902 — Volkstimme. В 1906 году Густав Носке впервые был избран в парламент от СДПГ. Представлял в рейхстаге избирателей Хемница.
Как депутат Носке специализировался на военных, морских и колониальных вопросах. Выступал за приоритет германских социальных программ перед инвестициями в германские колонии. Входил в состав национальной профсоюзной делегации на переговорах с работодателями об увеличении зарплаты и улучшении условий труда.
Густав Носке представлял в партии правую социал-демократию. В годы Первой мировой войны он стоял на позициях национализма и социал-шовинизма. Голосовал за военные кредиты, поддерживал военную политику кайзеровского правительства. В то же время Носке настаивал на расширении полномочий рейхстага, выступал за депутатский контроль над военными расходами. Возглавлял комиссию рейхстага по проверке военных закупок и пресечению махинаций подрядчиков.

## В Ноябрьской революции. Антикоммунистический лидер
3 ноября 1918 года на фоне конфликта между командованием и матросами на ряде кораблей Кайзерлихмарине, отказавшимися выполнять приказ от 24 октября о проведении решающей операции против британского флота, началось Кильское восстание военных моряков. В течение нескольких дней выступления охватили всю Германию и переросли в Ноябрьскую революцию. 9 ноября 1918 рейхсканцлер Макс Баденский объявил об отречении кайзера Вильгельма II.
Правительство Макса Баденского направило Густава Носке в Киль. Носке сумел наладить диалог с восставшими матросами и восстановить относительный порядок. До декабря 1918 года он возглавлял администрацию Киля. 29 декабря вошёл в состав Совета народных уполномоченных (временное правительство, сформированное социал-демократами в результате революции) и стал ответственным за военную сферу.
Густав Носке сыграл ключевую роль в подавлении марксистского Восстания спартакистов, направленного на установление советской власти в Германии. Носке стал главным организатором и координатором «белой» стороны в германской гражданской войне 1919 года. Была сделана ставка на силовое подавление коммунистов. Главными партнёрами Носке являлись генералы Вильгельм Грёнер, Людвиг Меркер, Генрих фон Гофман. Уже 10 ноября 1918 года Фридрих Эберт — тогда председатель Совета народных уполномоченных — предоставил Носке чрезвычайные военные полномочия.

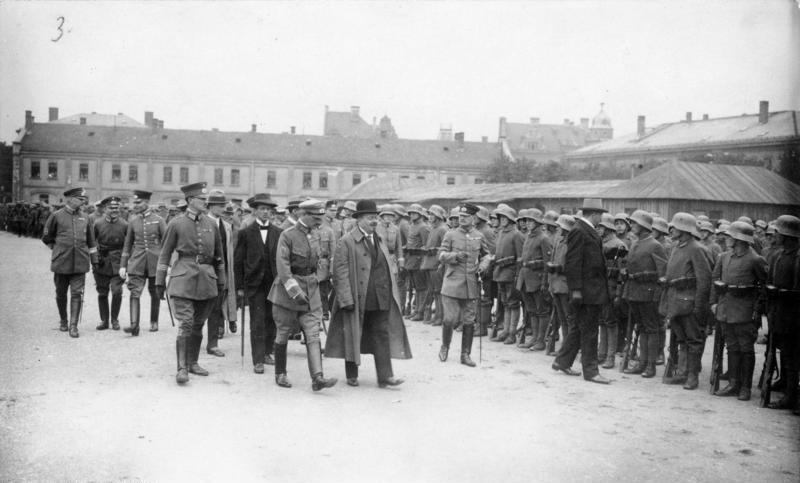
Густав Носке и Фридрих Эберт обходят армейский строй в Мюнхене

Пожалуй, кто-то же должен быть кровавой собакой. Я не страшусь ответственности.

(нем. Meinetwegen! Einer muss der Bluthund werden, ich scheue die Verantwortung nicht)

Густав Носке

C санкции Густава Носке группа Вальдемара Пабста совершила убийство основателей Коммунистической партии Германии Карла Либкнехта и Розы Люксембург. Пробольшевистское движение «спартакистов» было жестоко подавлено.
Во время январских боёв попытка коммунистического переворота произошла также в Бремене, там 10 января КПГ при поддержке НСДПГ провозгласила создание советской республики. Хотя к февралю советская республика в Бремене уже находилась в стадии распада, Носке решил на примере Бремена преподать урок леворадикальным силам, он отклонил все предложения о посредничестве и 4 февраля отправил в город «Дивизию Гестенберг», ликвидировавшую 8—9 февраля революционный режим.
13 февраля 1919 года президент Фридрих Эберт назначил правительство Филиппа Шейдемана, в котором Густав Носке получил пост министра обороны Веймарской республики. В упорных боях 3—12 марта фрайкоры разгромили мятеж в Берлине, 9 апреля был зачищен Магдебург, 22 апреля взят Аугсбург, 4 мая рухнула Баварская советская республика, 1 июля под контроль германских «белых» перешёл Гамбург. Таким образом, в течение пяти месяцев подчинённые Носке войска окончательно подавили вооружённое коммунистическое движение.

Веймарская Республика, погибшая лишь в 1933 году, могла погибнуть гораздо раньше, еще не успев родиться — в январе 1919 года, когда коммунисты-спартаковцы подняли восстание в Берлине. Войска были ненадежны, мировая революция уже торжествовала, и республику спас военный министр, социал-демократ Эрих Носке, вошедший в историю с вечным клеймом позора в качестве «кровавой собаки Носке». Именами президентов Веймарской Республики Эберта и Штреземанна в Германии названы бесчисленные улицы и площади, никакой Носкештрассе в Германии нет — хотя, не будь «кровавой собаки Носке», судьба и сама жизнь тех же Эберта и Штреземанна были бы весьма гадательны.

Максим Соколов

(Цитируемая выше публицистическая статья содержит некоторые неточности: Носке звали не Эрих, а Густав; Густав Штреземан был не президентом, а канцлером Веймарской республики. Однако она отражает оценку роли Носке, характерную для правых кругов.)
В антикоммунистических источниках особо отмечается военно-политический союз социал-демократа Густава Носке с недавними политическими противниками — консервативно-монархическим генералитетом, праворадикальной Антибольшевистской лигой, националистическими фрайкорами. Носке ставится в один ряд с Франко, Пиночетом, Сухарто.

## В Веймарской республике. Министр и глава провинции

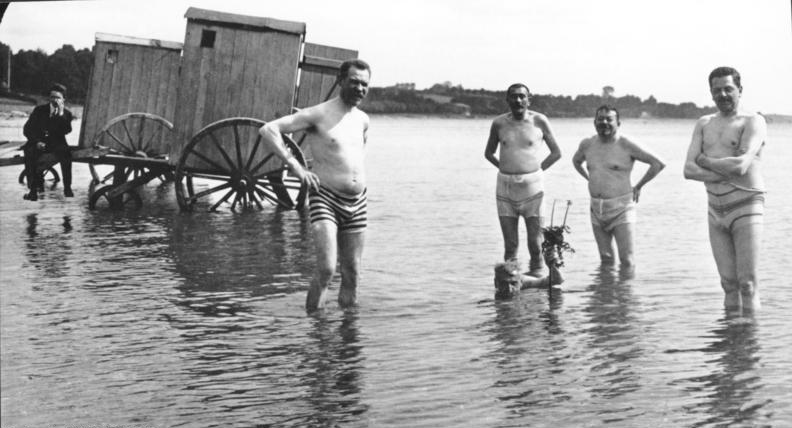
Второй слева — Густав Носке, справа от него Фридрих Эберт. 16 июля 1919

На посту военного министра Густав Носке занимался в основном проблемами военных ограничений, наложенных на Германию по условиям Версальского договора. Он взял на себя урегулирование отношений правительства с военными, недовольными договором. Носке поступали предложения возглавить военный переворот, но он отклонил их.
Авторитет Носке оказался подорван после публикации в июле 1919 года т. н. «купальной фотографии». На фото была изображена сцена купания в Балтийском море, среди купающихся — Густав Носке и Фридрих Эберт. Правые газеты посчитали это символом «раздевания донага» по Версальскому договору, левые — «купанием в море крови» после январских событий.
После стабилизации внутриполитического положения Носке предпринял попытку распустить фрайкоры, прежде всего морскую бригаду Эрхардта. Это вызвало Капповский путч крайне правых. Носке приказал рейхсверу подавить мятеж, но главную роль в провале путчистов сыграли рабочие выступления под руководством профсоюзов и СДПГ. После провала путча социал-демократы ультимативно потребовали отставки Носке. 22 марта 1920 президент Эберт отстранил его от должности.
В 1920—1933 годах Густав Носке занимал пост обер-президента провинции Ганновер. Проводил в целом консервативную политику, на президентских выборах 1925 и 1932 поддерживал Пауля фон Гинденбурга.

## В Третьем рейхе. Заговор и заключение
После прихода к власти нацистской партии началась чистка госаппарата. 6 февраля 1933 года Герман Геринг предупредил Густава Носке о неминуемой отставке. 1 октября 1933 Носке был уволен в соответствии с нацистским законом о восстановлении профессиональной госслужбы, но впредь получал государственную пенсию от нового правительства.
Носке не вёл открытой борьбы с режимом Третьего рейха, но поддерживал тайные связи с социал-демократическим подпольем и примыкал к Заговору 20 июля 1944 года. Организаторы антигитлеровского заговора включили его в состав своей будущей администрации. Ему отводилась функция политического руководителя IX военного округа, включающего Кассель.
После неудачного покушения на Гитлера и раскрытия заговора Носке был арестован гестапо и отправлен в концентрационный лагерь в Фюрстенберге-на-Хафеле. Семь месяцев он находился в мужском отделении концлагеря Равенсбрюк, затем доставлен в одну из тюрем Берлина. Был освобождён за две недели до окончания войны.

## В послевоенный год
После войны Густав Носке перебрался в британскую зону оккупации. Проживал в Ганновере. Претендовал на возвращение в социал-демократическую политику. Однако руководители СДПГ, в том числе наиболее лояльный к Носке Курт Шумахер дали понять, что не считают это желательным.
Ещё в 1920 году в Берлине была издана книга Густава Носке От Киля до Каппа. К истории германской революции. В 1945—1946 Носке занялся написанием мемуаров. Комментаторы отмечают, в частности, выраженный антисемитский мотив: Носке утверждал, что немецкие коммунисты, особенно Роза Люксембург, проповедовали «еврейские мистические догмы», «непонятные и не нужные немецким рабочим».
Скончался Густав Носке в возрасте 78 лет.

## Политика и личность
Густав Носке принадлежит к самым противоречивым фигурам германской истории. Он характеризуется в диапазоне от «кровавой собаки» до «спасителя родины». В немецкой социал-демократии Носке являет собой крайний пример правой политической традиции. Эта традиция ориентирована на поддержание буржуазного порядка и государственной стабильности. Профсоюзная деятельность и социал-демократическая политика мыслится только в этих рамках. Современными представителями «традиции Носке» считаются Франц Мюнтеферинг и Франк-Вальтер Штайнмайер — с поправкой на совершенно иные исторические условия.
Помимо прочего, критики Носке обвиняют его в «примитивном жлобстве», склонности рассматривать жизнь исключительно в понятиях «свой — чужой», и считают, что такая ментальность была ближе НСДАП, нежели СДПГ.
Среди личностных черт Густава Носке важное место занимала циничная ирония и самоирония. В своих воспоминаниях он явно не без удовольствия цитирует пафосные обличения в свой адрес со стороны коммунистов и левых социалистов. С очевидной издёвкой Носке разъясняет, как следовало действовать его противникам, и высмеивает нерешительность «спартакистов» в январе 1919 года: «Если бы вместо пустомель массы имели сильных лидеров, которые ясно осознавали цели, к полудню этого дня они бы захватили Берлин».
Прозвище Густава Носке «кровавая собака» в буквальном смысле означает породу бладхаунд и в этом плане имеет положительную коннотацию. Бладхаунды традиционно использовались для самозащиты и преследования преступников. Существует мнение, что этот факт был известен Носке и имелся в виду при самоназвании.
Густав Носке был женат, имел сына и двух дочерей.

## Избранные сочинения
- Kolonialpolitik und Sozialdemokratie, Stuttgart 1914
- (в соавт. с Adolph Koester): Kriegsfahrten durch Belgien und Nordfrankreich 1914, Berlin 1914
- Von Kiel bis Kapp. Zur Geschichte der deutschen Revolution, Berlin 1920
- Erlebtes aus Aufstieg und Niedergang einer Demokratie, Offenbach 1947 [auch unter dem Titel Aufstieg und Niedergang der deutschen Sozialdemokratie. Erlebtes aus Aufstieg und Niedergang einer Demokratie erschienen]